# Leptogaster puella
Leptogaster puella là một loài ruồi trong họ Asilidae. Leptogaster puella được Janssens miêu tả năm 1953. Loài này phân bố ở vùng nhiệt đới châu Phi.